# Pycnothele modesta
Espèce
Synonymes
- Pycnothelopsis modestus Schiapelli & Gerschman, 1942

Pycnothele modesta est une espèce d'araignées mygalomorphes de la famille des Pycnothelidae.

## Distribution
Cette espèce se rencontre dans le Nord de l'Argentine et en Uruguay.

## Description
Le mâle holotype mesure 17,5 mm.

## Publication originale
- Schiapelli & Gerschman, 1942 : Arañas argentinas (primera parte). Anales del Museo Argentino de Ciencias Naturales Bernadino Rivadavia, vol. 40, p. 317-332.